# 존 윅 (영화)
《존 윅》(영어: John Wick)은 2014년 공개된 미국의 네오누아르 액션 스릴러 영화이다. 데이비드 리치와 채드 스타헬스키가 함께 연출했지만 리치는 크레디트에 오르지 않았다. 키아누 리브스, 미카엘 뉘크비스트, 앨피 앨런, 에이드리앤 펄리키, 브리짓 모이너핸, 딘 윈터스, 이언 맥셰인, 존 레귀자모, 윌럼 더포 등이 출연했다.
존 윅 시리즈 시작 작품이며, 러시안 마피아가 집에 침입해 최근 사망한 아내가 선물로 남긴 강아지를 죽이고 빈티지 자동차를 훔치자 이에 복수하는 은퇴한 청부살인업자 존 윅(키아누 리브스 분) 이야기를 다루고 있다.
2012년 데릭 콜스태드가 각본을 완성했고 선더 로드 픽처스를 통해 제작되었다. 선더 로드 픽처스사의 배질 이워닉, 리치, 에바 롱고리아, 마이클 위더릴이 제작에 참여했다. 제2 제작진 감독과 스턴트 배우로 영화계 경력을 시작한 스타헬스키와 리치 두 사람 모두의 첫 연출작이다. 둘은 매트릭스 트릴로지에서 스턴트 배우로서 리브스와 함께 작업한 바 있다.
영상미와 액션 장면을 중심으로 평단으로부터 대체로 호평을 받았다.
속편 《존 윅: 리로드》(2017)로 이어진다.

## 줄거리
존 윅은 아내 헬렌이 사망한 뒤 슬픔에 잠긴 채 헬렌이 남긴 비글 강아지와 뉴욕에서 지내고 있다. 러시안 마피아 두목 비고 타라소프의 아들 이오시프는 우연히 존이 소유한 1969년 보스 429 머스탱을 보고 눈독을 들인다. 그러나 차를 팔라는 제안을 존이 거부하자 이오시프는 존의 집에 침입하여 비글을 죽이고 차를 훔쳐간다.
사실 존은 암흑가에서 바바 야가에 비견될 정도로 냉혹하고 뛰어난 실력을 갖춘 청부살인업자로, 비고 밑에서 일하던 중 민간인 헬렌과 사랑에 빠져 불가능한 임무를 완수하고 자유를 얻은 상태였다. 존이 복수를 천명하자 비고는 존에게 200만 달러 현상금을 걸고, 이에 온갖 지하세계 인물들이 존의 목숨을 노리기 시작한다.

## 출연
- 키아누 리브스 - 존 윅 역
- 미카엘 뉘크비스트 - 비고 타라소프 역
- 앨피 앨런 - 이오시프 타라소프 역
- 에이드리앤 펄리키 - 퍼킨스, 비고가 고용한 청부살인업자 역
- 브리짓 모이너핸 - 헬렌 윅 역
- 딘 윈터스 - 아비, 비고의 변호사 역
- 이언 맥셰인 - 윈스턴, 범죄 행위가 금지된 암흑가 중립 지대 콘티넨털 호텔 소유주 및 관리자이자 존의 오랜 친구 역
- 존 레귀자모 - 아우렐리오, 차량 개조 업자이자 존의 친구 역
- 윌럼 더포 - 마커스, 존의 옛 멘토 역
- 데이비드 패트릭 켈리 - 찰리, 살인 뒷처리 청소 전문 역
- 랜들 덕 김 - 콘티넨털 호텔 의사 역
- 랜스 레딕 - 셔론, 호텔 콘시어지 역
- 먼로 M. 버넬 - 교회에 비고의 중요 물품을 숨겨주고 있는 부패 목사 역
- 오메르 바르네아 - 그레고리, 이오시프의 수하 역
- 토비 레너드 무어 - 빅터, 이오시프의 수하 역
- 다니엘 베른하르트 - 키릴, 비고의 오른팔 역
- 브리짓 리건 - 애디, 호텔 바텐더 역
- 토머스 서다우스키 - 지미, 경찰관 역
- 클라크 피터스 - 해리, 존이 잠시 고용하는 청부살인업자 역
- 케빈 내시 - 프랜시스, 나이트클럽 레드 서클 기도 역
- 키스 자딘 - 쿠즈마 역
- 테이트 플레처 - 니콜라이 역
- 가밀라 라이트 - 배달원 역
- 블라디슬라프 쿨리코프 - 파벨 역
- 블라디미르 트로이츠키 - 팀 리더 역
- 스코트 틱시에 - 바이올리니스트 역